# Микулаш из Гуси
Микулаш из Гуси (чеш. Mikulaš z Husi; около 1375 — 24 декабря 1420, Прага) — один из зачинателей гуситского движения, руководитель таборитов, гетман. Один из самых высокопоставленных вождей гуситского восстания на начальном его этапе.
Впервые упоминается в документах 1389. В 1406 королевский бургграф в замке Гуси (на юге Чехии). В религиозных спорах, возникших в то время, он поддерживал обе партии. В июле 1419 года, когда король Вацлав IV посетил церковь Св. Аполлинария в Праге, Микулаш попросил короля публично признать свободу «причащения обоими видами», — то есть не только хлебом, но и вином, как о том прямо говорится в Писании. Вацлав испугался просьбы и выслал Микулаша из Праги, тот подчинился, но стал собирать народ в горах и подумывать об организации военного сопротивления. Вскоре после смерти Вацлава IV вернулся в Прагу.
Во главе народа он возглавил нападение на Малу-Страну (4 ноября 1419 г.). Затем он покинул Прагу и занял Зеленую Гору возле Непомука и назвал ее Масличной горой в память о библейской Елеонской горе. Затем был одним из главных организаторов основания Табора, где был избран первым из четырёх гетманов. Когда пражане обратились за помощью к Табору, Микулаш вместе с Жижкой пришёл на помощь городу, участвовал в его обороне и  способствовал разгрому армии Сигизмунда в сражении при Вышеграде.
В середине ноября 1420 года пражские власти ввели в городе предварительную цензуру проповедей. Этим были возмущены табориты и их вождь Микулаш из Гуси. Кроме того, пражские бюргеры предложили польскому королю Владиславу корону. Микулаш протестовал также и против этого решения. Но он ничего не добился и уехал из Праги. Он начал очищать от королевских гарнизонов мелкие укрепления вокруг Праги — Поповице, Лишно, Ржичани.
10 декабря 1420 года в пражской Старой ратуше были организованы заседания, посвященные религиозным конфликтам в стране, с целью достижения компромисса. Вскоре Микулаша пригласили на мероприятие, однако он отказался приехать, поскольку сказал, что его могут убить в ратуше. В тот же день он покинул Прагу, поклявшись никогда не возвращаться. Во время побега из Праги 24 декабря 1420 года он упал с лошади при переезде моста через реку Ботич. На Рождество, 24 декабря, он скончался от ран в возрасте около 45 лет.